# Eadberht I
Eadbert o Eadberth va ser rei de Kent entre l'any 725 i el 748, després de la mort del seu pare, el rei Wihtred de Kent, el qual va deixar el reialme als seus tres fills. Dels seus germans, Æthelbert i Aldric, només es conserven documents del primer, que sembla que era el més gran i el que va assumir el poder per damunt dels altres dos.
Eadberht I va morir el 748, segons diu la Crònica anglosaxona i va tenir un fill, Eardwulf, que va ser rei juntament al seu oncle Æthelbert.
Se'n conserva una carta de donacions amb el seu nom que data del 14 d'octubre del 727. Una altra carta és una còpia alterada d'una altra emesa per Æðelberht II. Altres cartes atribuïdes a Eadberht I són còpies d'Eadberht II amb falsificació deliberada de la cronologia.